# Karl Ludwig von Woltmann
Ne doit pas être confondu avec Ludwig Woltmann.
Karl Ludwig von Woltmann (Oldenbourg, 7 février 1770 - Prague, 19 juin 1817) est un historien allemand.
Il fut professeur d'histoire à Goettingue et à Iéna, puis conseiller et résident du prince de Hesse-Hombourg et villes hanséatiques à Berlin. 
On a de lui :
- des traductions de Tacite et de Salluste,
- Histoire de France, Berlin, 1797 ;
- Histoire d'Angleterre, 1799 ;
- Histoire de la Réforme, 1803;
- Histoire de la paix de Westphalie, 1808 ;
- Histoire de Bohême, 1815.

## Source
Marie-Nicolas Bouillet  et Alexis Chassang (dir.), « Charles Louis Woltmann » dans Dictionnaire universel d’histoire et de géographie, 1878 (lire sur Wikisource)